# Rimkiéta
 (signalé en mai 2025).
Si vous disposez d'ouvrages ou d'articles de référence ou si vous connaissez des sites web de qualité traitant du thème abordé ici, merci de compléter l'article en donnant les références utiles à sa vérifiabilité et en les liant à la section « Notes et références ».
- Archive Wikiwix
- Bing
- Cairn
- DuckDuckGo
- E. Universalis
- Gallica
- Google
- G. Books
- G. News
- G. Scholar
- Persée
- Qwant
- (zh) Baidu
- (ru) Yandex
- (wd) trouver des œuvres sur Wikidata

Rimkiéta est un quartier du Nord-ouest de la ville de Ouagadougou au Burkina Faso, loti en 2002.

Relevant de la Commune de Boulmiougou et du Secteur 19, Rimkiéta est un vaste quartier où ont été construits les premiers logements sociaux du Burkina Faso. Le quartier s'étend sur environ 9 kilomètres carrés et dispose de très peu d'infrastructures modernes, comme de nombreux quartiers de la ville de Ouagadougou.
Délimité par le chemin de fer au Sud, par la route nationale 3 et un cours d'eau au Nord et enfin par le barrage n° 1 à l'Est, Rimkiéta a toutefois un excellent potentiel de développement qui ne demande qu'à être emménagé (espaces de maraîchage, d'élevage, d'écotourisme...).
Selon le prochain découpage communal de la ville de Ouagadougou, Rimkiéta devrait se retrouver sur le territoire de la Commune de Sig-Nonghin.